# Jonquières (Aude)
Jonquières (okzitanisch Jonquièras) ist eine Gemeinde mit 46 Einwohnern (Stand 1. Januar 2022) in Frankreich. Sie liegt im Département Aude in der Region Okzitanien. Jonquières  ist Teil des Gemeindeverbandes Communauté de communes Région Lézignanaise, Corbières et Minervois und liegt in der geographischen Region Corbières.
Die Einwohner der Gemeinde werden Jonquiérois genannt.
Ein Teil der landwirtschaftlichen Flächen dient dem Weinbau und die Weinberge liegen innerhalb der geschützten Herkunftsbezeichnung Corbières.

## Bevölkerungsentwicklung
| Jahr | Einwohner |
| ---- | --------- |
| 1962 | 47        |
| 1968 | 55        |
| 1975 | 55        |
| 1982 | 54        |
| 1990 | 38        |
| 1999 | 46        |
| 2016 | 59        |

## Sehenswürdigkeiten
- Kirche aus dem 13. Jahrhundert.